# Taifa de Silves
La Taifa de Silves o Emirat de Xilb és el nom que s'aplica a dos estats musulmans que van existir al Gharb al-Àndalus, l'extrem sud de l'actual Portugal, entre els anys 1040-1063 el primer i entre 1144-1151 el segon. El territori d'aquests estats es corresponia amb la part més occidental de l'actual regió portuguesa de l'Algarve, prop del Cap de Sant Vicent, amb capital en Silves (àrab: شلب, Xilb).

## Primeres taifes
Els començaments de la taifa no són clars. Arran la descomposició del Califat de Còrdova i en un moment imprecís, va prendre el poder un membre de la família Banu Muzayn, de nom Issa ibn Muhàmmad, a la mort del qual (1040/41) el succeí son fill Muhàmmad ibn Issa i a aquest el seu fill Issa (II) ibn Muhàmmad al-Mudhàffar, a qui va donar mort al-Mútadid de Sevilla (vers 1053). Després va regnar un altre Muhàmmad (II) ibn Issa an-Nàssir, succeït (1058) per altre un tercer Issa (III) ibn Muhàmmad al-Mudhàffar. Aquest últim va ser mort per al-Mútadid de Sevilla que annexionà el seu territori (1063).
Les coincidències en els noms dels reietons, i la manca de dades sobre el llinatge dels dos primers, ha motivat que alguns autors es plantegin la possibilitat que en realitat fossin únicament tres i que el primer Muhàmmad i el segon fossin el mateix, així com el primer i el segon Issa.

### Llistat de Sobirans Banu Muzayn
- Issa (I) ibn Muhàmmad (?-1040)
- Muhàmmad (I) ibn Issa Amid-ad-Dawla (1040-1048)
- Issa (II) ibn Muhàmmad al-Mudhàffar (1048-1053)
- Muhàmmad (II) ibn Issa an-Nàssir (1053-1058)
- Issa (III) ibn Muhàmmad al-Mudhàffar (1058-1063)
- Annexió per Sevilla (1063)

## Taifa postalmoràvit
Durant la descomposició de l'Imperi almoràvit a l'Àndalus, Xilb fou de nou i durant únicament cinc anys (1145-1150), la capital d'un estat independent, sota el govern de Muhàmmad ibn al-Múndhir, de la família Banu l-Múndhir. Va aixecar un exèrcit i va intentar conquerir Sevilla, però va fracassar. Després va intentar una expedició contra Còrdova, que també va fracassar. Xilb va ser conquerida i annexionada pels almohades el 1150 i el mateix Ibn Qassi va acabar sent nomenat governador de la ciutat després d'haver-se sotmès als nous amos de l'Àndalus. El 1151 això no obstant, Ibn Qassi i els notables de Xilb no van anar a prestar l'homenatge degut al califa Abd-al-Mumin a Salé i per contra l'antic cap rebel negociava amb els portuguesos; aquest pas fou criticat pels notables de Xilb, entre els quals Muhàmmad ibn al-Mundhir, que el van acabar assassinant. Llavors els almohades van agregar la kura d'Ukhxúnuba (amb capital a Xilb) a Sevilla i van nomenar governadors almohades a les ciutats, establint colònies de soldats amb les seves famílies per tota la regió.

### Llistat de sobirans i sobiranies post-almoràvits
- Muhàmmad ibn al-Mundir (1145-1150)
- Ibn Qassi (1150-1151)
- Muhàmmad ibn al-Mundir, segona vegada (1151)
- Ocupació pels almohades (1151-1189)
- Ocupació portuguesa (1189-1191)
- Ocupació almohade (1191-1234)
- A Xuayb ibn Muhàmmad ibn Mahfuz de Niebla (1234-1240)
- A Portugal (1240)